# Théroigne de Méricourt
Anne-Josèphe Théroigne de Méricourt (n. 13 august 1762, Marcourt⁠(d), arrondissement administratif de Marche-en-Famenne⁠(d), Valonia, Belgia – d. 8 iunie 1817, Paris, Franța) a fost o femeie de politică franceză, participantă la Revoluția franceză. Pare să fi primit o educație bună, fiind educată în Mănăstirea Robermont. Pasionată, avea o viguroasă elocvență, care i-a fost de mare ajutor în scurtul timp (1789-1793) în care viața ei a prezentat un interes istoric.

## Biografie
Fiica lui Pierre Terwagne de Xhoris (n. 1731)  și a Elizabethei Lahaye Marcourt (1732-1767), Anne-Josèphe, mai târziu, de asemenea, numită Lambertine, a fost încredințată diferitor mătuși de la vârsta de cinci ani, ,iar apoi dată la mănăstirea Robermont. La vârsta de doisprezece ani, era înapoi la casa tatălui său, care s-a recăsătorit, dar în anul următor, după o ceartă cu mama vitregă, fuge de această familie de țărani-proprietari pentru a deveni ceea ce era se numea convențional "demi-mondaine".
După ce a locuit în Paris, în Londra și în Italia, și după ce a cunoscut mai multe aventuri, ea se aruncă în vârtejul Revoluției franceze, de la începutul ei, în anul 1789, și participă la asaltul Bastiliei. Pe 5 octombrie 1789, Théroigne este capul procesiunii care merge la Versailles pentru a-i aduce la Paris „pe brutar, pe brutăreasă și pe micul ucenic”, termeni peiorativi folosiți pentru a se referi la Regele Ludovic al XVI-lea, la Regina Marie Antoinette și la delfin (prințul moștenitor). Ea prezintă cererile oamenilor reginei Marie Antoinette, ea îi privește cu dispreț. Îmbrăcată ca amazoană, cu un pistol și o sabie care i-au fost oferite pentru asaltul Bastiliei, Théroigne, dar mai cunoscută în Paris sub numele de "Frumoasa din Liège" (cu referire la originea sa), menține un salon în rue du Boulay, unde puteau fi găsiți Siéyès, Camille Desmoulins, Petion, Brissot, Fabre d Églantine, Romme, căruia i-a dedicat o afecțiune specială, și multe alții.

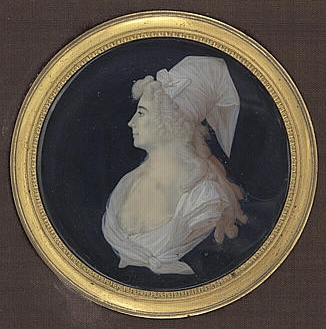
Théroigne de Méricourt.
Miniatură pe fildeș de François Hippolyte Desbuissons.

La sfârșitul anului 1790, împovărată de datorii, acuzată de a fi luat parte la abuzuri de Călătorie de 5 și 6 octombrie în Versailles, ea se întoarce în țară și se stabilește în Liège, unde este prada în noaptea de 15 spre 16 februarie 1791 de către noua putere în austria. În fapt, ea este suspectat de plănuirea uciderii Marie Antoinette, austriac de naștere. Internată la Kufstein, în Tirol, este eliberată de către împăratul Leopold al II-lea al Austriei și din nou, este de văzut în Paris, la sfârșitul anului 1791.
În ziua de 26 ianuarie din 1792, e primită cu fast în Clubul Iacobinilor. Se aliniază atunci de partea lui Brissot, și va deveni pe deplin republicană.